# Willa „Borówka” w Milanówku
Willa „Borówka” – willa w Milanówku, wybudowana w 1904 roku według projektu Władysława Kozłowskiego i Apoloniusza Nieniewskiego na zlecenie Artura Hosera. Jej oficjalny adres to ul. Królowej Jadwigi 5, jednak brama wjazdowa obecnie znajduje się od strony ul. Kościelnej.
Bryła budynku stylizowana jest na ceglany zameczek, o architekturze w stylu neogotyckim w odmianie wiślano-bałtyckiej.
Budynek zaprojektowano na planie nieregularnym z reprezentacyjną fasadą w kierunku południowym. Jest on murowany cegłą i kamieniem, piętrowy, kryty dachówką. Z prawej strony budynku znajduje się czworoboczna wieża z wejściową klatką schodową zwieńczona stożkowo-wklęsłym dachem z ozdobną iglicą.
Elewacja otynkowana na biało z ceglanymi werandami i narożnikami wzorowana na stylu gotycko-romańskim. Podmurówka z kamieni narzutowych, okna dwu i trójosiowe, prostokątne oraz półowalne. Od strony północnej narożną przyporę wieńczy dodatkowa mała wieżyczka. Elementami zdobniczymi są murowane tralki tarasu oraz trójkątne szczyty i frontowy ryzalit.
W północnej części placu od strony ul. Królowej Jadwigi stoi parterowy, podpiwniczony budynek w stylu architektonicznym związanym z willą - dawniej wozownia, stajnia i domek mieszkalny dla dozorcy. 
Willę otacza ogród z pomnikowymi drzewami o znacznym obwodzie. W 1978 budynek został wpisany do rejestru zabytków ówczesnego województwa warszawskiego, obecnie figuruje w mazowieckim rejestrze zabytków pod numerem 931 A. 
W 2007 obiekt przeszedł gruntowną renowację przeprowadzoną przez nowych właścicieli, którzy urządzili w nim restaurację, cukiernię i niewielki hotel. Zastąpiono stropy drewniane betonowymi, pogłębiono piwnice, zmieniono układ pomieszczeń oraz wymieniono więźbę dachową i pokrycie dachu. Zachowano cenne posadzki, gzymsy, sztukaterie oraz odtworzono stolarkę okienną.  W cukierni wmurowano mozaikę przedstawiającą budynek willi Borówka. 
Obecnie (2018) w willi funkcjonuje restauracja i kawiarnia Blueberry Duck.